# Gerarchia cattolica
La gerarchia cattolica indica la suddivisione in gradi del clero cattolico, anche se in origine essa comprendeva l'ordinamento di tutti i credenti. Il termine gerarchia deriva dal greco: hierós («sacro») e archeía («comando»).

## Sinossi generale
Mediante il battesimo, tutti ricevono nella Chiesa cattolica il carattere profetico regale e sacerdotale. Clero e laicato sono tuttavia le due grandi famiglie all'interno di tale istituzione, perché il fenomeno del profetismo si può verificare sia nell'una sia nell'altra categoria.
In molti ordinamenti delle Chiese cristiane, anche in alcune di quelle non cattoliche (ortodossi, anglicani, alcune chiese protestanti), ovvero non sottoposte alla potestà del vescovo di Roma, si ritrova una suddivisione della gerarchia in tre gradi fondamentali:
- vescovi;
- presbiteri o preti;
- diaconi.

La Prima lettera di Clemente riconduce la loro esistenza fin dagli inizi dell'età apostolica.
Anche la lettera ai Filadelfiesi di Ignazio di Antiochia testimonia che nella Chiesa di Filadelfia di Lidia esisteva una gerarchia di presbiteri e diaconi in comunione con il proprio vescovo, come pure la lettera ai Tralliani, la lettera agli Efesini e la lettera agli Smirnesi, che testimoniano la presenza di una gerarchia ecclesiastica precisa già all'inizio dell'età apostolica.
Il vescovo ha il massimo grado del sacramento dell'ordine, comunicato in grado minore ai presbiteri mediante l'imposizione delle mani e la preghiera di ordinazione. Vescovo e presbiteri, dunque, differiscono non solo riguardo alla giurisdizione (diocesi o eventuale parrocchia) ma proprio in forza della diversa realtà sacramentale che hanno ricevuto nell'ordinazione. Lo stesso dicasi per i diaconi, ordinati non ad sacerdotium ma ad ministerium; essi infatti non si configurano a Cristo capo, come il vescovo e i presbiteri, ma ripresentano sacramentalmente nella Chiesa Cristo servo, incarnando il principio ministeriale del servizio di cui il vescovo è principio di unità.
Oltre ai tre gradi dell'ordine sacro, si trovano anche dei titoli legati ad alcune cariche particolari. Il vescovo di Roma, che è in quanto tale il capo della Chiesa cattolica, viene comunemente chiamato papa. Quello di monsignore è un titulus sine re, ossia meramente onorifico, mentre quello di cardinale è invece legato all'ufficio di elettore del vescovo di Roma.

## Vescovo
I vescovi, che possiedono tutti gli ordini, compreso quello dell'episcopato oltre che quello del sacerdozio e del diaconato ancor prima, costituiscono un corpo (il Collegio episcopale) considerato il successore degli Apostoli e sono "costituiti Pastori nella Chiesa, perché siano anch'essi maestri di dottrina, sacerdoti del sacro culto e ministri del governo." e "rappresentanti della Chiesa." Nell'anno 2012, vi era un totale di 5 133 vescovi cattolici; e alla fine del 2014, essi erano 5 237. Il Papa stesso è vescovo (vescovo di Roma) e tradizionalmente utilizza il titolo di "Venerabile Fratello" quando scrive a un altro vescovo.
Il ruolo tipico di un vescovo è quello di governare la pastorale di una diocesi. I vescovi che svolgono tali funzioni sono conosciuti col nome di "ordinari diocesani", perché possiedono ciò che il diritto canonico chiama l'autorità ordinaria (non delegata) su una diocesi. Questi vescovi sono noti col nome di "gerarchi" nelle chiese cattoliche orientali. Altri vescovi possono essere nominati per assistere gli ordinari (vescovi ausiliari e coadiutori) per poter svolgere al meglio la gestione della chiesa.
I vescovi di un determinato paese o di una regione possono costituire una conferenza episcopale e incontrarsi periodicamente per discutere dei problemi della loro area. Le decisioni in determinati campi, come ad esempio la materia della liturgia, sono di competenza esclusiva di queste conferenze. Le decisioni delle conferenze sono accettate solo col voto favorevole dei due terzi dei vescovi intervenuti e devono essere confermate dalla Santa Sede.
I vescovi sono nominalmente ordinati all'episcopato da almeno altri tre vescovi, anche se ai fini di validità ne sarebbe sufficiente uno solo oltre a un mandato valido della Santa Sede. L'ordinazione all'episcopato è considerata il completamento degli Ordini Sacri; anche se un vescovo va in pensione, rimane comunque un vescovo, e pertanto l'effetto degli ordini sacri su di lui è ontologicamente permanente. Sull'altro fronte, titoli come arcivescovo o patriarca non implicano alterazioni ontologiche e pertanto quanti prendano questi incarichi non richiedono ulteriori ordinazioni.
Sacramentalmente, tutti i vescovi sono uguali. Secondo la giurisdizione, sono comunque distinti degli incarichi e dei privilegi a seconda dei ranghi come indicati in seguito. I vescovi sono tutti "vicari di Cristo".

### Papa (vescovo di Roma)

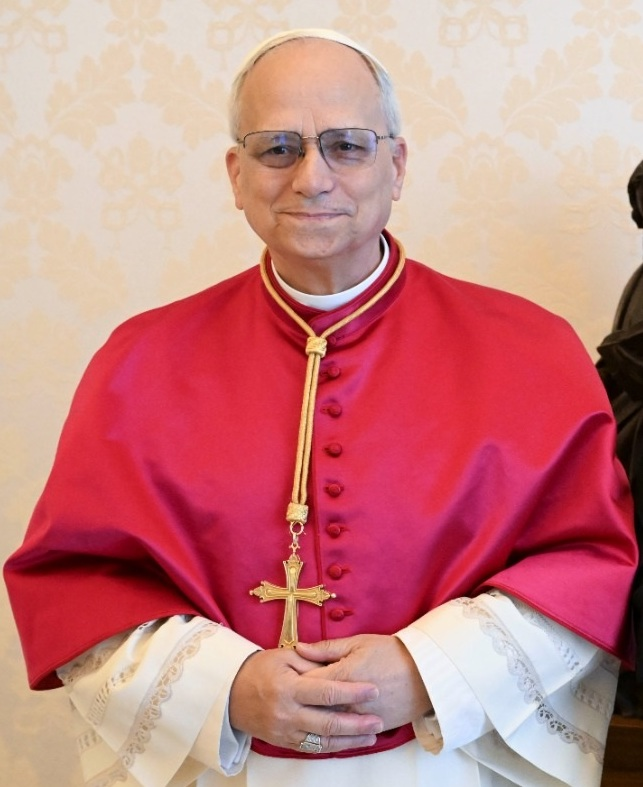
Papa Leone XIV, vescovo di Roma dall'8 maggio 2025.

Il papa è vescovo della diocesi di Roma. Egli è pertanto, in virtù di questo incarico:

#### Incarichi e titoli
"Papa" è un titolo onorifico pronominale e non un incarico o un titolo, in quanto significa semplicemente "Padre" (titolo onorifico più comunemente utilizzato per tutto il clero). Il titolo onorifico di "papa" venne utilizzato a partire dal III secolo dai vescovi occidentali ed è derivato dal greco dove addirittura è utilizzato per la prima volta da Omero nell'Odissea (6:57). Ancora oggi nel mondo orientale, il termine "pope" è una forma comune per definire il clero nella Chiesa ortodossa russa, come pure per il vescovo di Alessandria. Papa Marcellino (296-304) fu il primo vescovo di Roma secondo le fonti ad aver utilizzato il termine di "papa" per indicare la propria persona. Dal VI secolo in poi, la cancelleria imperiale di Costantinopoli si riservò nominalmente la designazione del vescovo di Roma, pratica che continuò formalmente sino all'XI secolo quando papa Gregorio VII si dichiarò vescovo di Roma indipendente e per la sola volontà di Dio.
Come vescovo della Chiesa di Roma, il papa è successore dei co-patroni della Chiesa locale, San Pietro e San Paolo. Pertanto, la Chiesa di Roma e i suoi vescovi hanno sempre avuto un ruolo prominente nella comunione cattolica, come pure il vescovo di Roma ha sempre avuto un ruolo di primate degli altri vescovi, come Pietro aveva una certa preminenza tra gli altri apostoli. L'esatta natura di questo primato non è nota ma sicuramente è di natura ecumenica e si perde nei secoli della storia della Chiesa, sviluppando una vera e propria dottrina nella Chiesa cattolica.
Il Catechismo della Chiesa cattolica, citando la Lumen gentium del Concilio Vaticano II, dichiara apertamente che: "Il papa, vescovo di Roma e successore di Pietro, è la fonte perpetua e visibile dell'unità tra i vescovi e l'insieme dei fedeli." La comunione col vescovo di Roma ha ottenuto nei secoli un ruolo significativo nell'identità cattolica al punto che la Chiesa cattolica è nota come "Cattolica romana".
Tre altri sono gli incarichi del papa come capo della Chiesa di Roma. Dal momento che la Chiesa latina data le proprie origini liturgiche, giudiziarie e teologiche al patrimonio di Roma, il suo vescovo è de facto anche patriarca della Chiesa latina. Secondo papa Benedetto XVI vi è stata parecchia "confusione" tra il primato pontificio come patriarca della Chiesa occidentale e il suo primato come primo patriarca tra gli eguali, "fallendo così la distinzione" tra ruoli e responsabilità di due distinte posizioni che portano a un'"estrema centralizzazione della Chiesa cattolica" e allo scisma tra est e ovest.
Come capo della prima Chiesa d'Italia, il vescovo di Roma è anche primate d'Italia e ha il potere di nominare il presidente della Conferenza Episcopale Italiana.
La Chiesa di Roma è inoltre la chiesa principale della provincia di Roma, e pertanto il vescovo di Roma è anche arcivescovo metropolita della provincia romana.
Come vescovo, il papa è indicato come vicario di Cristo. Il titolo, un tempo comune a tutti i vescovi indistintamente tra IV e XII secolo, è stato riservato al solo vescovo di Roma dal XII al XX secolo, per poi essere restaurato a tutti i vescovi col Concilio Vaticano II.
Il papa risiede nella Città del Vaticano, uno stato indipendente all'interno della città di Roma, come sancito nel 1929 dai Patti lateranensi tra la Santa Sede e lo stato italiano. Dal momento che i papi furono anche sovrani dello Stato Pontificio (754–1870), possono esercitare autorità civile assoluta sul microstato della Città del Vaticano dal 1929.
Gli ambasciatori esteri non sono accreditati presso la Città del Vaticano ma presso la Santa Sede, che era soggetta alle leggi internazionali prima dell'istituzione dello stato. Il corpo degli ufficiali che assistono il papa nella gestione della Chiesa è noto come Curia romana. Il termine di "Santa Sede" è genericamente utilizzato solo per indicare il papa e la sua curia, dal momento che il Diritto canonico, che riguarda il governo della Chiesa latina e la gestione degli affari interni della diocesi di Roma, lo utilizza necessariamente in termine tecnico.
Infine, il titolo di "Servo dei servi di Dio" fu un'aggiunta di papa Gregorio I per ricordare che il cristianesimo è un servizio, un ministero (diakonia).
Il trattamento utilizzato per rivolgersi al vescovo di Roma rimane comunque quello in uso al pontefice, ovvero "Sua Santità".

#### Elezione
Le attuali regole che governano l'elezione del papa si trovano nella costituzione apostolica Universi Dominici Gregis. Questa riguarda i poteri, dalla morte del papa all'annuncio dell'elezione del suo successore, dei cardinali e dei dipartimenti della curia romana; i preparativi per il funerale del papa defunto; e le modalità di voto per il conclave successivo.
Come tutti i vescovi, il papa ha l'opzione di potersi dimettere, ma a differenza degli altri vescovi, non gli è richiesta al compimento del 75º anno di età. I casi più noti sono quelli di papa Celestino V nel 1294, di papa Gregorio XII nel 1415 e di papa Benedetto XVI nel 2013. Circa il 10% di tutti i pontefici sono stati rimossi o hanno abdicato prima della loro morte.

### Patriarchi
I capi di alcune chiese particolari autonome (in latino sui iuris) composte da diverse chiese locali (diocesi) hanno il titolo di patriarca.
Il papa, come patriarca della Chiesa latina, è il capo dell'unica Chiesa sui iuris dell'occidente, col titolo di patriarca dell'ovest (in uso dal 1863 al 2006). I patriarchi orientali sono eletti da un sinodo dei vescovi delle loro chiese particolari.
I patriarchi che sono a capo di chiese autonome particolari sono:
- Il patriarca di Alessandria (Chiesa cattolica copta)[28]
- Il patriarca melchita di Antiochia (Chiesa cattolica greco-melchita)[29]
- Il patriarca maronita di Antiochia (Chiesa maronita)[30]
- Il patriarca siriaco di Antiochia (Chiesa cattolica sira)[31]
- Il patriarca caldeo di Baghdad (Chiesa cattolica caldea)[32]
- Il patriarca armeno di Cilicia (Chiesa armeno-cattolica)[33]

Questi hanno autorità non solo sui vescovi delle loro chiese particolari, tra cui i metropoliti, ma anche sulle specificità della loro fede. I patriarchi cattolici orientali hanno un ordine di precedenza superiore a tutti gli altri vescovi con l'eccezione del papa. Il titolo onorifico utilizzato è "Sua Beatitudine".
Vi sono anche alcuni patriarchi titolari nella Chiesa latina che, per varie ragioni storiche, hanno il titolo ma non possiedono alcuna responsabilità su diocesi. Tra questi vi è il patriarca latino di Gerusalemme, il patriarca di Venezia, il patriarca di Lisbona e il patriarca delle Indie Orientali. Tutti questi incarichi sono oggi puramente onorifici e i patriarchi non sono capi di chiese particolari autonome. Il patriarca delle Indie Orientali è l'arcivescovo di Goa e Damão, mentre gli altri patriarchi sono gli arcivescovi delle città nominate. Il titolo di patriarca delle Indie Occidentali venne in passato concesso ad alcuni vescovi spagnoli (non sempre della medesima sede), ma attualmente è stato abbandonato.
| Tipologia                       | Chiesa         | Patriarcato       | Patriarca                                                 |
| ------------------------------- | -------------- | ----------------- | --------------------------------------------------------- |
| Patriarchi di chiese sui iuris  | Copta          | Alessandria       | Patriarca Ibrahim Isaac Sidrak                            |
| Patriarchi di chiese sui iuris  | Greco-Melchita | Antiochia         | Patriarca Youssef Absi, S.M.S.P.                          |
| Patriarchi di chiese sui iuris  | Maronita       | Antiochia         | Cardinale Béchara Boutros Raï, O.M.M.                     |
| Patriarchi di chiese sui iuris  | Sira           | Antiochia         | Patriarca Ignace Joseph III Younan                        |
| Patriarchi di chiese sui iuris  | Armena         | Cilicia           | Patriarca Raphaël Bedros XXI Minassian, I.C.P.B.          |
| Patriarchi di chiese sui iuris  | Caldea         | Baghdad           | Cardinale Louis Raphaël I Sako                            |
| Patriarchi titolari             | Latina         | Gerusalemme       | Cardinale Pierbattista Pizzaballa, O.F.M.                 |
| Patriarchi titolari             | Latina         | Indie Orientali   | Patriarca Filipe Neri António Sebastião do Rosário Ferrão |
| Patriarchi titolari             | Latina         | Venezia           | Patriarca Francesco Moraglia                              |
| Patriarchi titolari             | Latina         | Lisbona           | Patriarca Rui Manuel Sousa Valério, S.M.M.                |
| Patriarcati soppressi o vacanti | Latina         | Alessandria       | Soppresso nel 1964                                        |
| Patriarcati soppressi o vacanti | Latina         | Antiochia         | Soppresso nel 1964                                        |
| Patriarcati soppressi o vacanti | Latina         | Costantinopoli    | Soppresso nel 1964                                        |
| Patriarcati soppressi o vacanti | Latina         | Indie Occidentali | Vacante dal 1963                                          |
| Patriarcati soppressi o vacanti | Latina         | Aquileia          | Soppresso nel 1751                                        |
| Patriarcati soppressi o vacanti | Latina         | Grado             | Trasferito a Venezia nel 1451                             |

### Arcivescovi maggiori

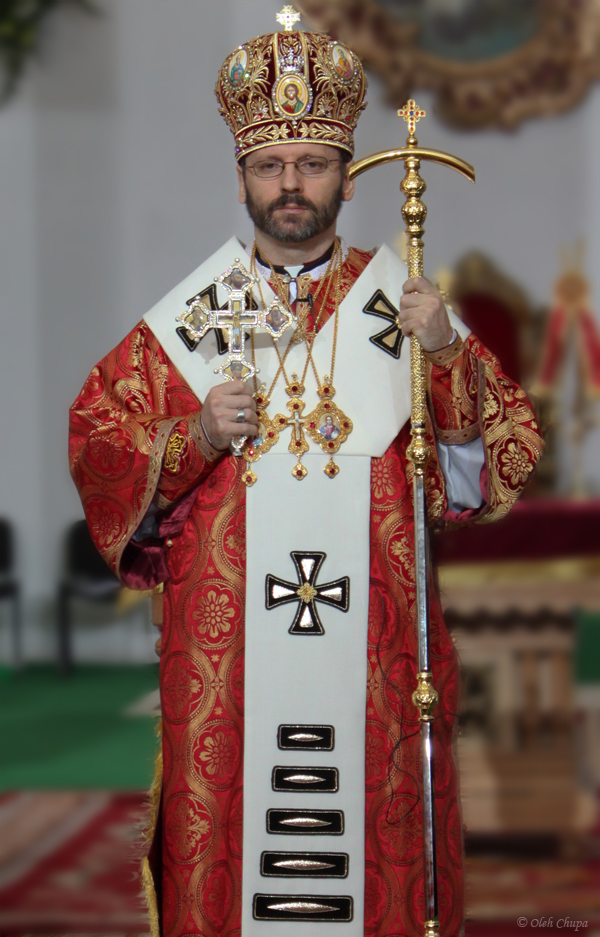
Svjatoslav Ševčuk, arcivescovo maggiore di Kiev–Galizia

Altre chiese autonome particolari hanno a capo un arcivescovo maggiore. La Chiesa cattolica siro-malankarese utilizza il titolo di Catholicos per indicare il proprio arcivescovo maggiore. Con alcune eccezioni, l'autorità dell'arcivescovo maggiore nella sua Chiesa sui iuris è equivalente a quella di un patriarca nella sua Chiesa. Questo incarico è a ogni modo meno prestigioso e venne istituito solo nel 1963 per quelle chiese cattoliche orientali che avessero sviluppato una dimensione e una stabilità tale da permetterne l'auto-governo ma che per ragioni storiche, ecumeniche o politiche non fosse possibile elevarle a patriarcato.
Attualmente, quattro sono gli arcivescovi maggiori:
| Arcidiocesi maggiori | Paese              | Chiesa                  | Arcivescovo                            |
| -------------------- | ------------------ | ----------------------- | -------------------------------------- |
| Ernakulam-Angamaly   | India (bandiera)   | Siro-Malabarese         | Arcivescovo maggiore Raphael Thattil   |
| Făgăraş e Alba Iulia | Romania (bandiera) | Greco-Cattolica Rumena  | Cardinale Lucian Mureșan               |
| Kiev-Halyč           | Ucraina (bandiera) | Greco-Cattolica Ucraina | Arcivescovo maggiore Svjatoslav Ševčuk |
| Trivandrum           | India (bandiera)   | Siro-Malankarese        | Cardinale Isaac Cleemis Thottunkal     |

### Cardinali

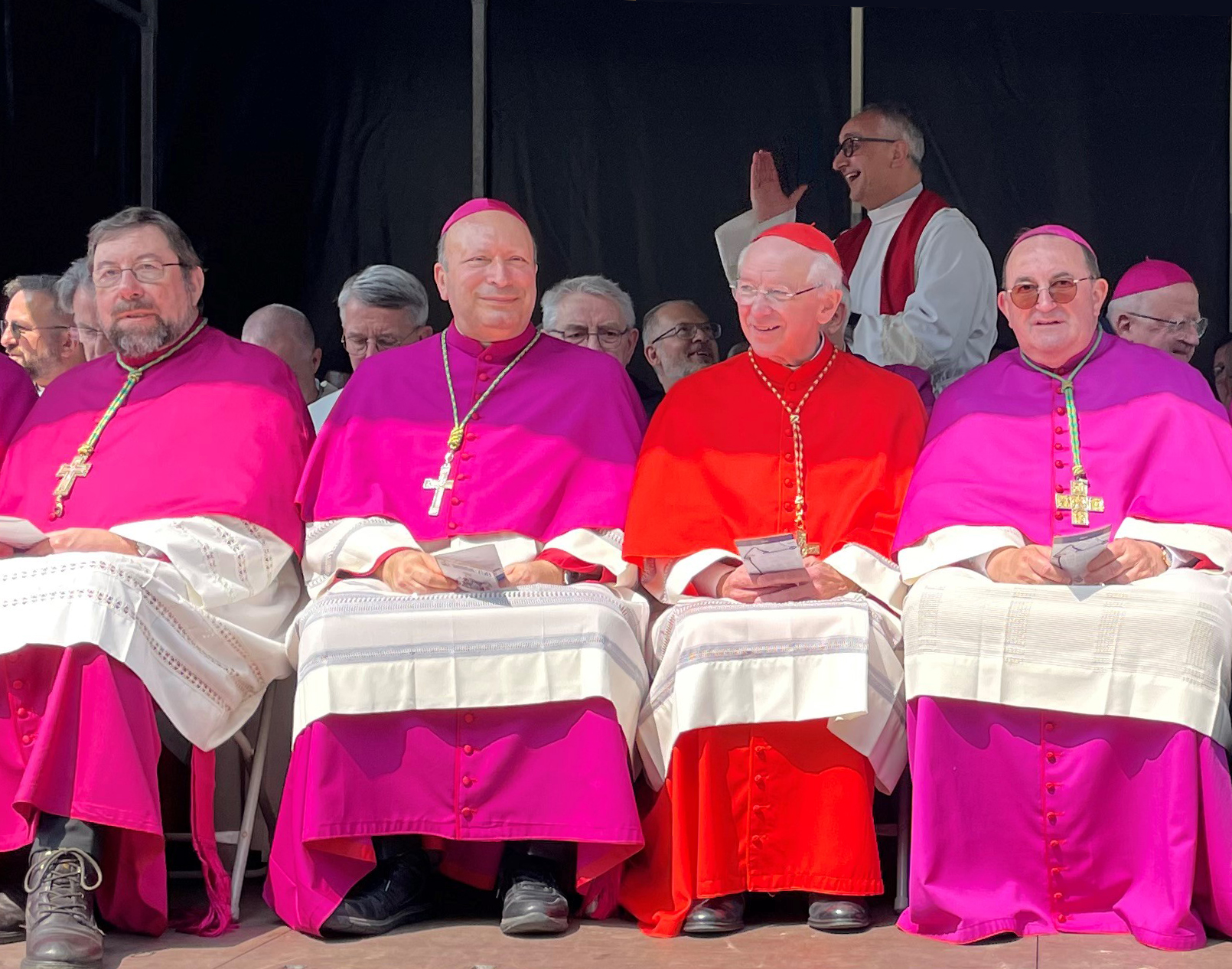
Un cardinale (secondo da destra) e alcuni vescovi

I cardinali sono i principi della Chiesa nominati dal papa. Egli sceglie generalmente i vescovi posti a capo dei vari dicasteri della curia romana o di sedi episcopali importanti nel mondo. Nel complesso, i cardinali compongono il collegio dei cardinali che consiglia il papa, e quei cardinali che non abbiano raggiunto gli 80 anni di età sono chiamati elettori in quanto hanno il diritto di votare al conclave ed eleggere quindi il successore del pontefice.
Non tutti i cardinali sono necessariamente anche vescovi. Domenico Bartolucci, Karl Josef Becker, Ernest Simoni, Roberto Tucci, Albert Vanhoye e Raniero Cantalamessa sono esempi di cardinali non vescovi del XXI secolo. Il codice di diritto canonico del 1917 ha introdotto come obbligatorio il requisito secondo il quale un cardinale debba essere almeno sacerdote per poter essere elevato alla porpora. In precedenza erano infatti richiesti i soli ordini minori e nemmeno il diaconato. Teodolfo Mertel, che morì nel 1899, fu l'ultimo cardinale non sacerdote. Nel 1962, papa Giovanni XXIII emise la regola secondo la quale un cardinale, se nominato tale, dovesse essere consacrato vescovo se già non lo fosse, ma alcuni chiesero e ottennero la dispensa da questo requisito. Rimane comunque raro che un papa nomini cardinali dei sacerdoti semplici che non siano consacrati vescovi.
Nel codice di diritto canonico del 1917, continuando l'osservanza della tradizione come ribadito nel Concilio Vaticano I, viene ribadita la precedenza dei cardinali su tutti gli altri vescovi e arcivescovi e anche sui patriarchi. La versione del 1983 del codice di diritto canonico non riporta più la questione della precedenza.

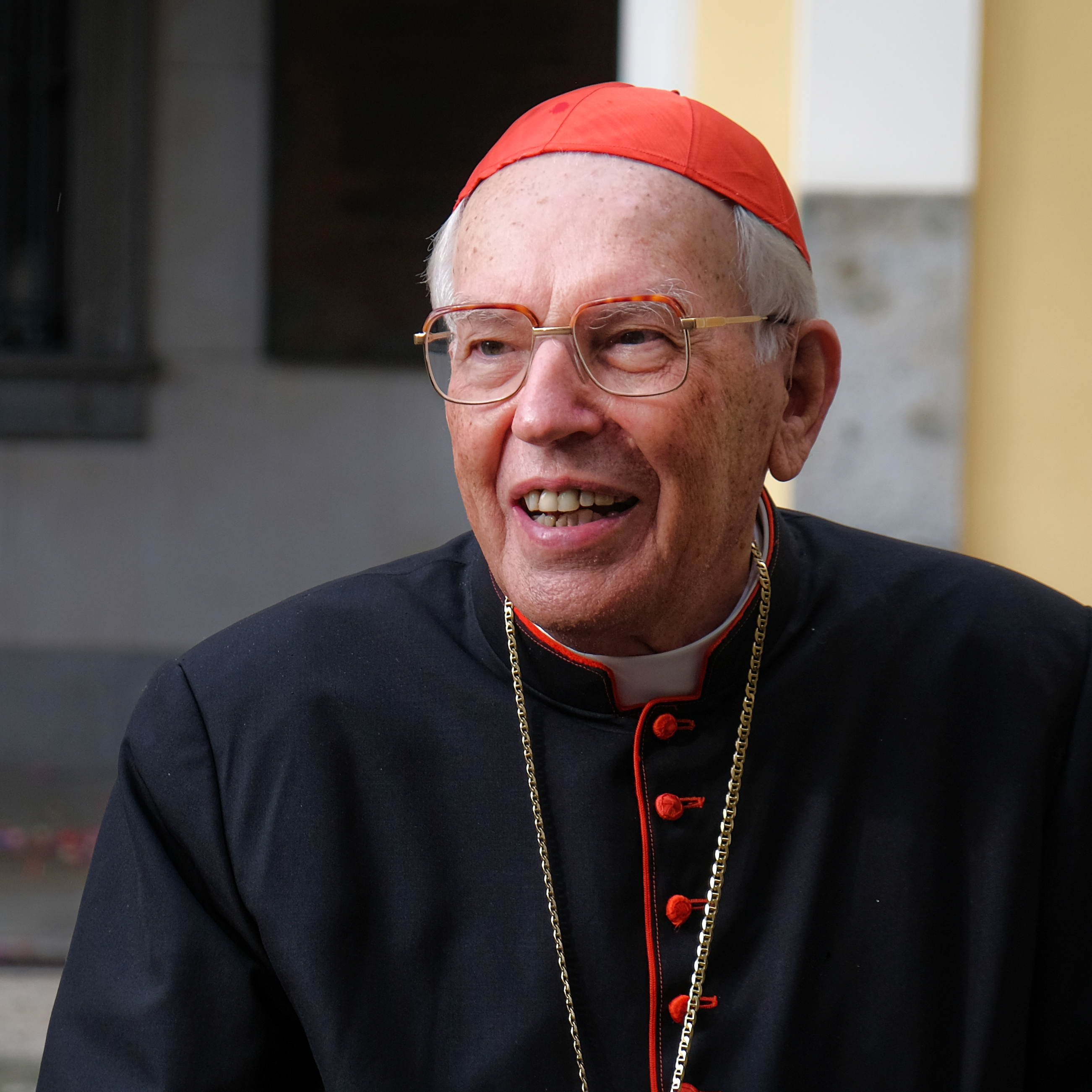
Il cardinale Giovanni Battista Re, decano del Collegio cardinalizio dal 2020

Il cardinalato non è parte integrante della struttura teologica della Chiesa cattolica, ma è più che altro una distinzione onorifica che ha avuto origine a partire dal 1059 quando venne garantito il diritto di eleggere il papa unicamente al clero di Roma e ai vescovi delle sette chiese suburbicarie. Per la loro importanza questi rappresentanti vennero definiti cardinali (dal latino cardo, "cardine"). Nel XII secolo la pratica di nominare a tale ruolo anche ecclesiastici non appartenenti alla diocesi di Roma ebbe inizio. Ogni cardinale si trovò assegnatario di una chiesa di Roma come "chiesa titolare" oppure la nomina a una diocesi suburbicaria. Di queste sedi, il decano del collegio cardinalizio detiene ex officio quella di Ostia, mantenendo quindi la propria precedenza sulle altre sei sedi. Tradizionalmente, solo sei cardinali detengono il rango di cardinale vescovo, ma anche alcuni patriarchi orientali creati cardinali hanno infine tale titolo, senza che sia loro assegnata una sede suburbicaria. Gli altri cardinali hanno il titolo di cardinale diacono o cardinale presbitero, col secondo titolo assegnato solitamente ai cardinali incaricati come vescovi della direzione di diocesi, mentre il primo agli ufficiali della curia romana.

### Primati
Il titolo di primate nella Chiesa latina viene in alcuni casi garantito a vescovi di particolari sedi (solitamente metropolitane). Un tempo comportava autorità su altre sedi di un determinato stato o regione, ma oggi è semplicemente una "prerogativa onorifica" senza poteri di governo, fatta eccezione di alcune materie garantite per privilegio dalla Santa Sede o per assodata tradizione. Il titolo viene solitamente assegnato agli ordinari delle prime diocesi o delle arcidiocesi più antiche di uno stato. Ad esempio in Polonia, il primate è l'arcivescovo della più antica arcidiocesi (Gniezno, fondata nel 1000), e non della più antica diocesi (Poznań, fondata nel 968).
Da notare come l'arcivescovo di Baltimora non sia formalmente considerato il primate degli Stati Uniti.
La posizione equivalente nella Chiesa ortodossa orientale è quella dell'esarca che ha l'autorità sopra altri vescovi pur non essendo un patriarca. Nelle chiese cattoliche orientali, gli esarchi, apostolici o patriarcali, non hanno l'autorità su altri vescovi.

### Arcivescovi metropoliti

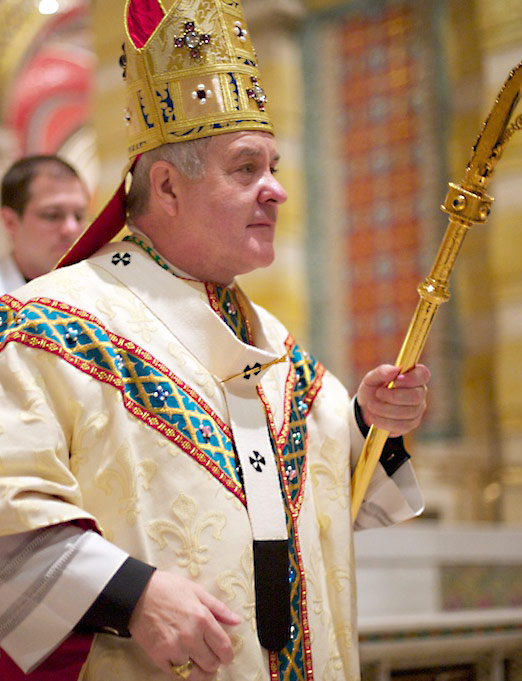
L'allora arcivescovo metropolita di Saint Louis (ora emerito) Robert Carlson. Si noti l'uso del pallio.

Un metropolita nella Chiesa latina è un vescovo di una sede principale ("metropolitana") di una provincia ecclesiastica composta da diverse diocesi. Il metropolita riceve il pallio dal papa come simbolo del suo incarico.
Il vescovo metropolita ha una limitata supervisione sulle diocesi suffraganee della sua provincia, assicurandosi che la disciplina ecclesiastica sia rispettata adeguatamente. Egli ha inoltre il potere di nominare un amministratore diocesano per una sede suffraganea vacante se il consiglio diocesano non riesce a eleggerne uno. Il suo tribunale diocesano inoltre serve come corte d'appello per le suffraganee (corte di seconda istanza), e il metropolita può giudicare i casi in appello personalmente.
I metropoliti orientali nelle chiese patriarcali o maggiori hanno un livello di autorità simile ai metropoliti latini, pur rispettando le leggi specifiche e i costumi della loro chiesa sui iuris.
Tutti i metropoliti hanno il titolo di arcivescovo e la sede metropolitana è solitamente la sede di un'arcidiocesi o di un'archieparchia, un titolo che spetta oggi a 553 sedi totali. Un'eccezione di metropolita è rappresentata dalla diocesi di Roma.

### Arcivescovi

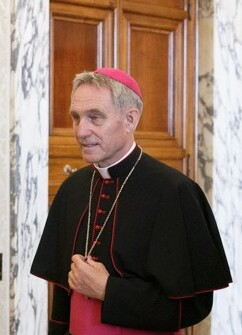
Mons. Georg Gänswein, arcivescovo titolare di Urbisaglia

Il titolo di arcivescovo è detenuto non solo dai vescovi di sedi metropolitane, ma anche dai capi di arcidiocesi che non sono sedi metropolitane. Inoltre alcuni vescovi sono "arcivescovi titolari" cioè detengono il titolo arcivescovile a scopo puramente onorifico su una sede oggi non più esistente e come tale spesso ricoprono incarichi amministrativi o diplomatici, ad esempio nunzi papali o segretari di congregazioni curiali. Il vescovo di una sede non arcivescovile può detenere il titolo di arcivescovo a titolo personale senza che la sua sede venga elevata ad arcidiocesi (si parla in questo caso di "arcivescovo ad personam", anche se tale pratica si è significativamente ridotta dopo il Concilio Vaticano II.

### Vescovi diocesani

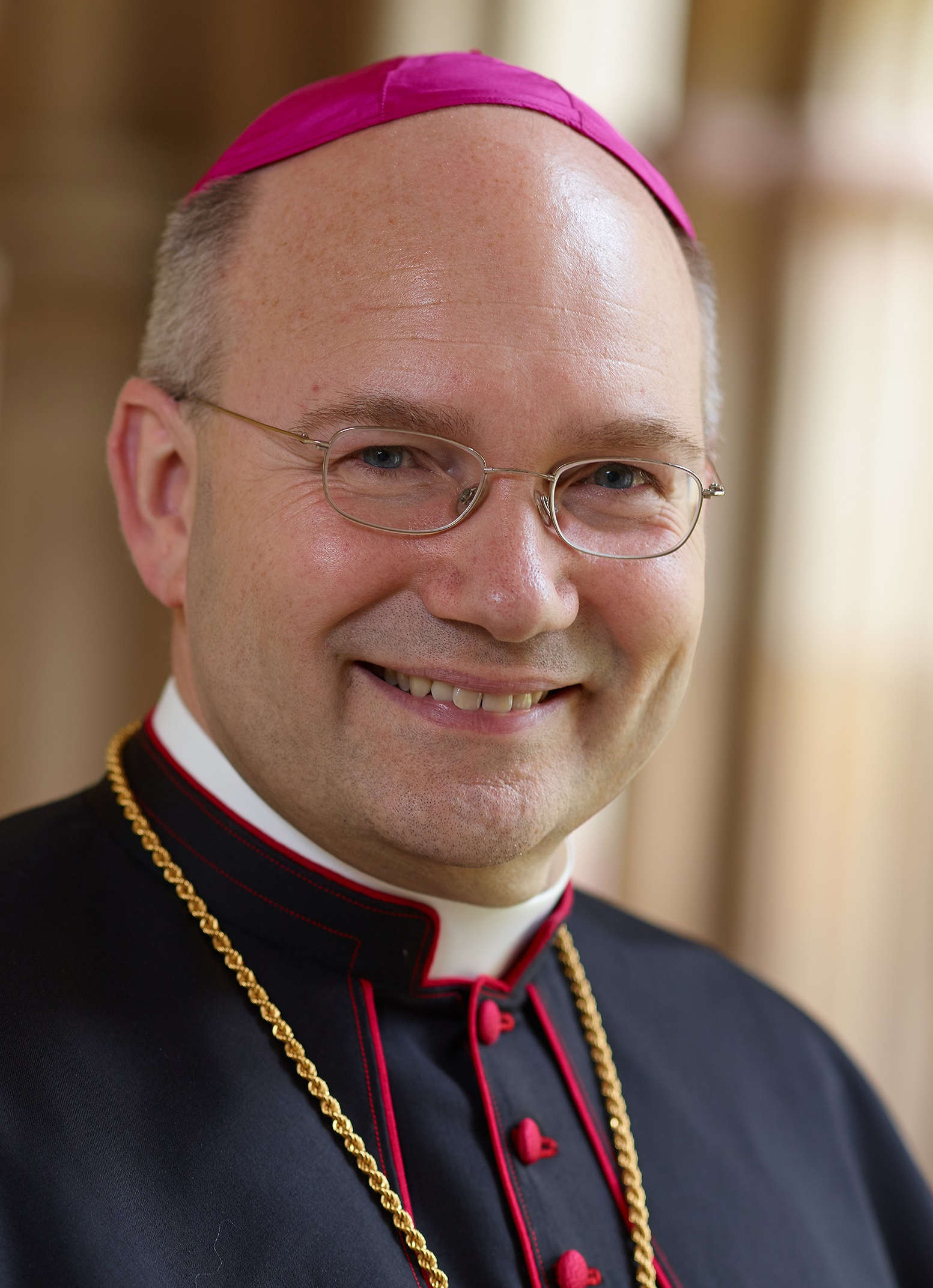
Mons. Helmut Karl Dieser, vescovo di Aquisgrana dal 2016

Il vescovo o un eparca di una sede è il centro di unità principale per la propria diocesi o eparchia e, in quanto membro del Collegio dei Vescovi, ha la responsabilità di governo anche nell'ambito della Chiesa universale (si veda a tal proposito quanto indicato nel Catechismo della Chiesa Cattolica, 886). Dal momento che ogni singola chiesa rappresenta l'intera Chiesa di Cristo e non è semplicemente una divisione di un qualcosa di più esteso, il vescovo che ne è a capo non è un delegato del papa. Al contrario è egli stesso responsabile degli insegnamenti e della gestione della sua sede, scopo per cui è stato ordinato.
In ogni messa celebrata in ogni chiesa di ogni diocesi del mondo cattolico (anche se questa è celebrata da un vescovo proveniente dall'esterno di quella diocesi), durante la preghiera eucaristica viene citato il nome del vescovo in carica a significare il proprio ruolo all'interno di quella porzione della Chiesa di Cristo, come del resto avviene anche nelle chiese orientali, nelle eparchie, nei patriarcati, e nelle sedi arcivescovili e metropolitane. Per la medesima ragione, in ogni celebrazione eucaristica viene menzionato il nome del papa in carica.
L'ordinazione all'episcopato rappresenta il compimento degli ordini dopo il presbiterato. I vescovi sono considerati come successori degli apostoli.

#### Equivalenti dei vescovi diocesani secondo il diritto canonico
Il canone 368 del Codice di Diritto Canonico elenca cinque casi di aree giurisdizionali che possono essere considerate come diocesi. Queste hanno a capo:
- Un prelato territoriale, formalmente chiamato prelato nullius dioceseos (senza diocesi), incaricato di una specifica area geografica che non è stata comunque ancora elevata a diocesi
- Un abate territoriale, incaricato di un'area (in alcuni casi anche molto vasta) associata a un'abbazia
- Un vicario apostolico (normalmente un vescovo di una sede titolare), incaricato di un vicariato apostolico, solitamente in terra di missione non ancora creata diocesi
- Un prefetto apostolico (solitamente non un vescovo), incaricato di una prefettura apostolica, non ancora creata vicariato apostolico
- Un amministratore apostolico permanente, incaricato di un'area geografica che per diverse regioni non può essere creata diocesi.

A questi si aggiungono:
- Un esarca apostolico (normalmente un vescovo di una sede titolare), incaricato di un esarcato apostolico non ancora creato eparchia.
- Un esarca patriarcale, un vescovo incaricato di un esarcato patriarcale non ancora creato eparchia.[54]
- Un ordinario militare, che presta servizio presso le forze armate di un paese.
- Un prelato personale, incaricato di un gruppo di persone senza riguardi geografici: l'unica prelatura personale attualmente esistente è quella dell'Opus Dei.
- Un amministratore apostolico di un'amministrazione apostolica personale: l'unica oggi esistente è quella di San Giovanni Maria Vianney.
- Un ordinario di un ordinariato personale per ex-anglicani.[55]
- Un superiore di una missione autonoma.

A simile livello è l'amministratore diocesano (chiamato formalmente vicario capitolare) eletto a governare una diocesi durante un periodo di vacanza della sede. Oltre a certe limitazioni di natura legislativa, ha le caratteristiche basilari dei vescovi diocesani (canoni 427–429 del Codice di Diritto Canonico). Occasionalmente un amministratore apostolico viene nominato dalla Santa Sede alla gestione di una diocesi vacante o lo può fare quando il vescovo incaricato è incapacitato o impedito a farlo.

## Ordinari e ordinari locali
Gli ordinari locali hanno poteri specifici in particolari chiese:
- Il Pontefice (il papa) è il capo dell'intera Chiesa cattolica.[57][58]
- Nelle chiese cattoliche orientali, i patriarchi, gli arcivescovi maggiori e i metropoliti sono ordinari nel governo dei loro territori e delle rispettive chiese autonome.[59]
- vescovi/eparchi diocesani/eparchiali
- altri prelati che sono a capo, anche se temporaneamente, di chiese particolari o di comunità equivalenti
- vicari generali e protosyncelli
- vicari epicopali e syncelli

I superiori maggiori di istituti religiosi (inclusi gli abati) e delle società di vita apostolica sono ordinari dei loro rispettivi membri, ma non ordinari locali.

## Presbiterato

### In generale
I vescovi sono assistiti dai presbiteri e dai diaconi. Tutti i sacerdoti e i diaconi sono incardinati in una diocesi o in un ordine religioso. Le parrocchie, tradizionalmente su base territoriale, hanno in carica un presbitero, noto come parroco, rettore o pastore.
Nella Chiesa latina, solo uomini celibi possono essere ammessi al presbiterato, mentre nelle chiese orientali, secondo proprie leggi, possono essere ordinati uomini celibi o uomini sposati. Tra le chiese particolari spicca la Chiesa cattolica etiope che ordina solo clero celibe, mentre la Chiesa ortodossa ad esempio ammette anche la presenza di presbiteri sposati. In alcuni casi rari anche la Chiesa latina può ordinare a sacerdoti degli uomini sposati, come nel caso del clero protestante convertitosi al cattolicesimo. Tutte le chiese sui iuris della Chiesa cattolica mantengono la tradizione antica secondo la quale, dopo l'ordinazione, il matrimonio non sia permesso. Se un sacerdote viene ordinato pur avendo una moglie e quest'ultima muore, non può più risposarsi.
La Chiesa cattolica concepisce l'ordinazione presbiterale come un sacramento e un sacrificio fatto dalla persona ordinata al servizio della Chiesa, al pari del battesimo e della cresima, e ha un effetto ontologico sulla persona. È per questa ragione che una persona può ricevere l'ordinazione una volta sola nella vita. L'ordinazione viene concessa solo a individui di sesso maschile.

### Sacerdoti in servizio al di fuori della loro diocesi
Anche se i sacerdoti sono incardinati in una diocesi o in un ordine specifici, possono ottenere il permesso da parte del loro ordinario diocesano o del loro superiore religioso di prestare servizio al di fuori della giurisdizione normale della diocesi da cui provengono o dall'ordine di cui sono membri. Quest'assegnazione può essere di natura temporanea o permanente.
Tra le assegnazioni temporanee vi sono i motivi di studio (ad esempio presso un'università pontificia a Roma).
Le assegnazioni a lungo termine includono quanti prestano servizio nello staff di un dicastero o di un tribunale della curia romana o in un corpo diplomatico della Santa Sede. Possono in egual modo essere nominati rettori o insegnanti di una facoltà o di un seminario di un'università o di un istituto cattolico al di fuori della loro diocesi. Alcuni sacerdoti sono nominati anche membri di staff delle loro conferenze episcopali, oppure prestare servizio come cappellani militari all'estero, oppure come missionari.

### Posizioni a livello diocesano
Un vescovo diocesano nomina un vicario generale ad assisterlo nella gestione della diocesi. Solitamente, viene nominato un solo vicario generale; le diocesi particolarmente grandi possono avere più di un vicario generale. Il vicario generale o uno dei vicari viene solitamente nominato moderatore della curia e coordina i ministeri e gli uffici amministrativi diocesani. Un vescovo diocesano può inoltre nominare uno o più vicari episcopali per la sua diocesi. Questi ha il medesimo potere ordinario di un vicario generale, ma a ogni modo si occupa di una specifica divisione della diocesi, di una specifica attività, dei fedeli di un particolare rito o di particolari gruppi di persone. Vicari generali e vicari episcopali devono essere sacerdoti o vescovi. Nelle chiese cattoliche orientali, sono chiamati protosyncelli e syncelli (can. 191 del Codice di Diritto Canonico per le Chiese Orientali).
I vescovi diocesani devono nominare un vicario giudiziale a cui delegare il potere ordinario del vescovo di giudicare i casi ecclesiastici (can. 1420 del Codice di Diritto Canonico, can. 191 del Codice di Diritto Canonico per le Chiese Orientali). Nelle chiese latine, il vicario giudiziale è chiamato anche officiale. La persona che ricopre tale incarico deve essere un sacerdote, deve aver ricevuto una laurea in diritto canonico (o almeno una licenza) e deve avere almeno trent'anni, e, anche se le diocesi più piccole hanno un numero limitato di casi, non deve ricoprire contemporaneamente anche l'incarico di vicario generale. Uno degli incarichi del vicario giudiziale è quello di presiedere i tribunali collegiati, grazie talvolta a degli aiutanti che possono presiedere i tribunali collegiati al suo posto, ma che devono possedere le sue medesime qualifiche.
I vescovi diocesani nominano un cancelliere e se possibile anche un vice-cancelliere e dei notai. Questi ufficiali mantengono registri e archivi della diocesi. Servono inoltre come segretari della curia diocesana. Il vescovo nomina anche un ufficiale finanziario e un consiglio finanziario per sovrintendere al bilancio, ai beni temporali, alle entrate e alle uscite della diocesi.
Il vescovo diocesano può nominare dei sacerdoti come membri del capitolo della cattedrale o di una chiesa collegiata (così chiamata dalla presenza di un capitolo collegiale). Questi sacerdoti hanno il titolo di canonici. Nomina inoltre sei o dodici sacerdoti per la formazione di un consiglio presbiterale col ruolo di consultori. Questi hanno anche la responsabilità di eleggere un amministratore diocesano in caso di vacanza della sede.
Il vescovo nomina sacerdoti e altri membri specifici per casi particolari come nel caso della convocazione di un sinodo o di un consiglio pastorale.

### Vicari foranei o decani
"Il vicario foraneo noto anche come decano, arciprete o prevosto, è il sacerdote posto in carica a un vicariato foraneo" (can. 553 del Codice di Diritto Canonico), nominato da un gruppo di parrocchie interne a una diocesi. A differenza del vicario episcopale regionale, un vicario foraneo agisce come collettore di altri sacerdoti o parroci nel suo vicariato piuttosto che come autorità intermedia tra i sacerdoti locali e il vescovo diocesano.

### Parroco/pastore
Il sacerdote diocesano incaricato della cura di una parrocchia è nel Codice di Diritto Canonico indicato col termine legislativo di parochus:
Il parroco è il pastore di una parrocchia. Egli esercita la cura pastorale della comunità che gli dà mandato di agire sotto l'autorità del vescovo diocesano, il cui ministero di Cristo è chiamato a condividere, e pertanto per questa comunità è chiamato ad insegnare, santificare e reggere con la cooperazione di altri sacerdoti o diaconi e con l'assistenza dei membri laici fedeli di Cristo, secondo la legge (can. 519).

### Assistenti/vicari parrocchiali
Il parroco può essere assistito da uno o più di un sacerdote:
Qualora sia necessario o opportuno per la cura pastorale di una parrocchia, possono essere nominati uno o più assistenti parrocchiali da unire al parroco. Come cooperatori col parroco ne condividono la missione e devono collaborare con lui per il ministero pastorale locale in comune sforzo e lavoro (can. 545).

### Titoli onorifici
Il titolo onorifico di monsignore viene conferito dal papa a un sacerdote diocesano (non membro di un istituto religioso) al servizio della Santa Sede e può essere concesso a un dato sacerdote su richiesta del vescovo locale. Il sacerdote così nominato è pertanto considerato membro della famiglia pontificia. Il titolo è oggi tripartito in tre tipologie:
- Cappellano di Sua Santità (detto Cameriere Papale sino al 1969),[63] il livello più basso, distinto per i bottoni viola sulla veste e dalla fascia del medesimo colore.
- Prelato d'onore di Sua Santità (sino al 1969 Prelato domestico), livello intermedio, distinto per i bottoni rossi sulla veste e dalla fascia viola.
- Protonotario apostolico, il livello più alto, col medesimo vestito del prelato onorario ma con la possibilità di indossare il ferraiolo viola.

Nel dicembre del 2013, papa Francesco ha decretato che le future concessioni del titolo di monsignore debbano essere fatte a preti non al servizio della Santa Sede solo nel rango di cappellano di Sua Santità e al compimento dei 65 anni o più.
Sulla base della legislazione di papa Pio X, i vicari generali e i vicari capitolari (questi ultimi oggi chiamati amministratori diocesani) sono protonotari durante munere, cioè nel corso del loro incarico e pertanto hanno di diritto il titolo onorifico di monsignore, indicato anche nell'abbreviazione "mons."
Alcune chiese cattoliche orientali di tradizione siriaca utilizzano il titolo di Corepiscopo, equivalente al titolo occidentale di Monsignore. Altre chiese cattoliche orientali concedono il titolo di Archimandrita ad alcuni sacerdoti celibi per rispetto o gratitudine nel loro servizio. I sacerdoti orientali sposati ricevono invece il titolo di arciprete che è concesso in due gradi, il più alto dei quali è quello di "arciprete mitrato" a cui è permesso appunto di indossare la mitria.
Nella Chiesa latina il titolo di arciprete è talvolta connesso a una chiesa specifica per ragioni storiche o alle basiliche maggiori di Roma. Questi ultimi solitamente non sono semplici sacerdoti, ma sono spesso vescovi o addirittura cardinali. Con eguale valenza viene concesso il titolo di arcidiacono.

## Diaconato
I diaconi sono ministri ordinati della Chiesa che collaborano col vescovo al fianco dei presbiteri, ma si devono focalizzare sul servizio di ministero diretto e attivo e al servizio verso i poveri e i bisognosi, piuttosto che nella direzione pastorale. Solitamente sono legati a una parrocchia, dove hanno una precisa funzione liturgica come il leggere il Vangelo durante le messe; possono predicare le omelie e, nel rito romano, possono presiedere anche delle liturgie non eucaristiche come battesimi, matrimoni, funerali, adorazioni o benedizioni. Nelle chiese orientali, in assenza di un sacerdote, i diaconi non possono svolgere tali funzioni, ma solo quella di lettori.
Le basi del ruolo e della qualifica del diacono si trovano nelle scritture e precisamente in Atti 6:1–9, e 1 Timoteo 3:1–13.
Possono essere "diaconi di transizione" se sono inseriti in un percorso seminariale che poi li porterà al sacerdozio, oppure "diaconi permanenti" che quindi intendono rimanere solo diaconi e non ricevere l'ordinazione sacerdotale. Per essere ordinati diaconi, viene richiesta l'età di almeno 25 anni se non sposati; se sposato, il diacono deve avere almeno 35 anni e avere il consenso della moglie. Nella Chiesa latina, i diaconi sposati sono diaconi permanenti.
Il passaggio dall'essere membro laico a sacerdote, passa necessariamente dal diaconato. In precedenza, nella Chiesa latina, a colui che era intenzionato a divenire sacerdote era richiesta la tonsura, gli ordini minori, il suddiaconato e poi gli ordini maggiori. Col motu proprio Ministeria quaedam del 15 agosto 1972, papa Paolo VI ha decretato il rinnovamento di questo sistema considerato ormai obsoleto. Il medesimo motu proprio ha inoltre abolito il suddiaconato, ma ha permesso di utilizzare il termine "suddiacono" per quanti avessero ricevuto gli ordini minori col titolo di "accolito".